# Петер Ігначак
Петер Ігначак (словац. Peter Ihnačák, нар. 3 травня 1957, Попрад) — чехословацький хокеїст, що грав на позиції центрального нападника. Грав за збірну команду Чехословаччини. Згодом — хокейний тренер.

## Ігрова кар'єра
Хокейну кар'єру розпочав 1982 року виступами за команду «Торонто Мейпл-Ліфс» в НХЛ.
1982 року був обраний на драфті НХЛ під 25-м загальним номером командою «Торонто Мейпл-Ліфс». 
Протягом професійної клубної ігрової кар'єри, що тривала 20 років, провів, захищаючи кольори команди «Дукла» (Їглава), «Спарта» (Прага), «Торонто Мейпл-Ліфс», ЕС Хедос (Мюнхен), «Фрайбург», «Ажуа» та «Крефельдські Пінгвіни».
Виступав за збірну Чехословаччини. У складі молодіжної збірної Чехословаччини став бронзовим призером чемпіонату світу серед молоді — 1977. 

## Тренерська кар'єра
З 1998 по 2000 був головним тренером німецького клубу «Томас Сабо Айс Тайгерс». 
Також працював скаутом «Вашингтон Кепіталс» в Європі.

## Статистика
| Сезон        | Клуб                 | Ліга         | Регулярний сезон | Регулярний сезон | Регулярний сезон | Регулярний сезон | Регулярний сезон | Регулярний сезон | Плей-оф | Плей-оф | Плей-оф | Плей-оф | Плей-оф |
| Сезон        | Клуб                 | Ліга         | І                | Г                | П                | О                | ШХ               | +/-              | І       | Г       | П       | О       | ШХ      |
| ------------ | -------------------- | ------------ | ---------------- | ---------------- | ---------------- | ---------------- | ---------------- | ---------------- | ------- | ------- | ------- | ------- | ------- |
| 1982–83      | «Торонто Мейпл-Ліфс» | НХЛ          | 80               | 28               | 38               | 66               | 44               | +6               |         |         |         |         |         |
| 1983–84      | «Торонто Мейпл-Ліфс» | НХЛ          | 47               | 10               | 13               | 23               | 24               | -21              |         |         |         |         |         |
| 1984–85      | «Торонто Мейпл-Ліфс» | НХЛ          | 70               | 22               | 22               | 44               | 24               | -26              |         |         |         |         |         |
| 1985–86      | «Торонто Мейпл-Ліфс» | НХЛ          | 63               | 18               | 27               | 45               | 16               | -9               | 10      | 2       | 3       | 5       | 12      |
| 1986–87      | «Торонто Мейпл-Ліфс» | НХЛ          | 58               | 12               | 27               | 39               | 16               | +5               | 13      | 2       | 4       | 6       | 9       |
| 1987–88      | «Торонто Мейпл-Ліфс» | НХЛ          | 68               | 10               | 20               | 30               | 41               | -6               | 5       | 0       | 3       | 3       | 4       |
| 1988–89      | «Торонто Мейпл-Ліфс» | НХЛ          | 26               | 2                | 16               | 18               | 10               | +3               |         |         |         |         |         |
| 1989–90      | «Торонто Мейпл-Ліфс» | НХЛ          | 5                | 0                | 2                | 2                | 0                | +3               |         |         |         |         |         |
| Усього в НХЛ | Усього в НХЛ         | Усього в НХЛ | 417              | 102              | 165              | 267              | 175              | -45              | 28      | 4       | 10      | 14      | 25      |